# Liste des gouverneurs actuels des provinces iraniennes
 (août 2023).
Cette page dresse la liste des gouverneurs généraux (ostandars) actuels des 31 provinces iraniennes.

## Gouverneurs généraux des provinces
| Province                   | Gouverneur                  | Depuis (le)       |
| -------------------------- | --------------------------- | ----------------- |
| Alborz                     | Mojtaba Abdollahi           | 7 novembre 2021   |
| Ardabil                    | Hamed Ameli                 | 26 septembre 2021 |
| Azerbaïdjan-Oriental       | Zeinolabedin Razavi Khorram | 17 octobre 2021   |
| Azerbaïdjan-Occidental     | Mohammad-Sadegh Motamedian  | 17 octobre 2021   |
| Bouchehr                   | Ahmad Mohammadizadeh        | 22 septembre 2021 |
| Chahar Mahaal et Bakhtiari | Gholamali Heydari Soudejani | Novembre 2021     |
| Fars                       | Mohammad-Ali Afchani        | 17 juillet 2015   |
| Gilan                      | Mohammad Najafi             | 12 octobre 2013   |
| Golestan                   | Hasan Sadeqlu               | 12 octobre 2013   |
| Hamedan                    | Mohammadnaser Nikbakht      | 30 octobre 2013   |
| Hormozgan                  | Jasem Jadari                | 20 novembre 2013  |
| Ilam                       | Mohammad Reza Morvarid      | 26 septembre 2013 |
| Ispahan                    | Mehdi Jamalinejad           | 15 octobre 2024   |
| Kerman                     | Alireza Razm                | 1er décembre 2013 |
| Kermanshah                 | Asadollah Razani            | 20 septembre 2015 |
| Khorassan-du-Nord          | Ali-Akbar Parvizi           | 15 septembre 2013 |
| Khorassan-du-Sud           | Vajhollah Khedmargozar      | 8 octobre 2013    |
| Khorassan-Razavi           | Gholam Hossein Mozaffari    | 9 octobre 2024    |
| Khouzistan                 | Gholamreza Shariati         | 20 juillet 2016   |
| Kohkiluyeh et Buyer Ahmad  | Ali Ahmadzadeh              | 22 septembre 2021 |
| Kurdistan                  | Abdol-Mohammad Zahedi       | 1er décembre 2013 |
| Lorestan                   | Hoshang Bazvand             | 22 septembre 2013 |
| Mazandaran                 | Rabi Fallah-Jelodar         | 9 septembre 2013  |
| Markazi                    | Mahmoud Zamani-Qomi         | 6 mai 2015        |
| Qazvin                     | Fereydoun Hemmati           | 18 novembre 2015  |
| Qom                        | Akbar Behnamjoo             | 20 octobre 2024   |
| Semnan                     | Mohammad Reza Khabbaz       | 18 novembre 2015  |
| Sistan-et-Baloutchistan    | Ali-Osat Heshemi            | 20 novembre 2013  |
| Téhéran                    | Mohammad-Sadegh Motamedian  | 20 octobre 2024   |
| Yazd                       | Mohammad Mir-Mohammadi      | 30 octobre 2013   |
| Zanjan                     | Jamshid Ansari              | 18 septembre 2013 |

## Lien(s) externe(s)
- « New governor-generals appointed in Khuzestan, Fars, and South Khorasan provinces »
- « New governors-general appointed »
- « Governors-general appointed in four provinces »